# Åsbo församling
Åsbo församling var en församling i Linköpings stift inom Svenska kyrkan i Boxholms kommun i Östergötlands län. Församlingen uppgick 2010 i Boxholms församling.
Församlingskyrka var Åsbo kyrka som uppfördes på 1100-talet.
Folkmängd i församlingen var 2006 741 invånare.

## Administrativ historik
Församlingen har medeltida ursprung.
Församlingen utgjorde till 1962 ett eget pastorat för att från 1962 till 1973 vara moderförsamling i pastoratet Åsbo, Malexander och Blåvik. Från 1973 till 2010 var församlingen annexförsamling i pastoratet Ekeby, Åsbo, Malexander och Blåvik som 1992 utökades med Rinna. Församlingen uppgick 2010, tillsammans med övriga församlingar i pastoratet, i Boxholms församling.
Församlingskod var 056004.

## Kyrkoherdar
Se även Ekeby församling Series Pastorum och  Boxholms församling Series Pastorum
| Ämbetstid | Namn                        | Levnadstid | Övrigt                                    |
| --------- | --------------------------- | ---------- | ----------------------------------------- |
| 1503–1520 | Michael Laurentii           | Död 1520   |                                           |
| 1521–1523 | Haquinus Erici              | Död 1523   |                                           |
| 1523–1532 | Olavus Amberni              | Död 1532   |                                           |
| 1532      | Torkillus Caroli            |            |                                           |
| 1532      | Magnus                      |            |                                           |
| 1551      | Jöns                        |            |                                           |
| 1546–1556 | Paullus                     |            |                                           |
| 1567–1614 | Sveno Laurentii             | Död 1627   |                                           |
| 1614–1637 | Johannes Svenonis Kaliander | Död 1637   |                                           |
| 1638–1661 | Johannes Nicolai Eosander   | 1600–1661  | Kyrkoherde och kontraktsprost.            |
| 1662–1671 | Petrus Haquini Warelius     | Död 1671   |                                           |
| 1673–1683 | Nicolaus Bothvidi Rising    | 1636–1683  |                                           |
| 1683–1717 | Abraham Warling             | 1651–1717  |                                           |
| 1718–1734 | Johannes Regnér             | 1684–1761  | Senare kyrkoherde i Lommaryds församling. |
| 1734–1741 | Andreas Follin              | 1699–1741  |                                           |
| 1743–1778 | Anders Hagström             | 1700–1778  |                                           |
| 1779–1821 | Pehr Danielsson Kernell     | 1728–1821  | Kyrkoherde och kontraktsprost.            |
| 1824–1869 | Claes Gustaf Borre          | 1786–1869  | Kyrkoherde och kontraktsprost.            |
| 1871–1881 | Nils Bernhard Aurelius      | 1838–1881  |                                           |
| 1884–1927 | Mauritz Landström           | 1845–1927  | Kyrkoherde och kontraktsprost.            |
| 1927–1929 | Thure Wärendh               | 1893–1946  |                                           |
| 1929–1960 | Arvid Nordin                | 1890–1960  | Kyrkoherde och kontraktsprost.            |
| 1960–1973 | Martin Hjelte               | 1906–1973  |                                           |

### Komministrar
| Ämbetstid | Namn                         | Levnadstid | Övrigt                                         |
| --------- | ---------------------------- | ---------- | ---------------------------------------------- |
| 1609–1614 | Johannes Svenonis Kaliander  | Död 1637   | Senare kyrkoherde i församlingen.              |
| 1633–1639 | Jonas Joannis Kernander      | –1662      | Senare kyrkoherde i Trehörna församling.       |
| 1642      | Christophorus Bondonis       |            |                                                |
| 1662–1681 | Andreas Augustini Ulvinus    | Död 1681   |                                                |
| 1682–1712 | Petrus Laurentii Forselius   | Död 1712   |                                                |
| 1712–1742 | Petrus Jerelius              | 1662–1742  |                                                |
| 1743–1756 | Lars Törnmark                | 1706–1756  |                                                |
| 1758–1779 | Pehr Kernell                 | 1728–1821  | Senare kyrkoherde i församlingen.              |
| 1779–1807 | Gabriel Atterbom             | 1750–1807  |                                                |
| 1809–1812 | Ulrik Kernell                | 1761–1834  | Senare kyrkoherde i Hallingebergs församling.  |
| 1812–1825 | Lars Mårten Forling          |            | Senare komminister i Rinna församling.         |
| 1825–1849 | Anders Gustaf Hällströmer    | 1791–1866  | Senare kyrkoherde i Varvs församling.          |
| 1849–1882 | Gabriel Gustaf Adolf Kernell | 1808–1882  |                                                |
| 1884–1889 | Karl Johan Qvarnström        |            | Senare kyrkoherde i Ingatorps församling.      |
| 1889–1895 | Carl Sundell                 |            | Senare kyrkoherde i Östra Eneby församling.    |
| 1895–1906 | Carl Fredrik Blomstrand      | 1841–1906  |                                                |
| 1908–1911 | Gustaf Nilsson Åsbring       |            | Senare komminister i Västra Eds församling.    |
| 1911–1913 | Axel Immanuel Grevelius      | 1870–      | Senare kyrkoherde i Vinnerstads församling.    |
| 1913–1924 | Sixten Dahlquist             | 1888–1977  | Senare kyrkoherde i Vreta klosters församling. |
| 1924–1928 | Pontus Elmstrand             |            | Senare komminister i Tjärstads församling.     |

## Klockare och organister
| Ämbetstid    | Namn                 | Levnadstid | Övrigt   |
| ------------ | -------------------- | ---------- | -------- |
| 1690–1695    | Per Nilsson          |            | Klockare |
| 1699–1721    | Måns Jönsson         |            | Klockare |
| ca 1740–1748 | Jonas Arnholdsson    |            |          |
| 1749–1783    | Sven Claesson        | 1698–1783  |          |
| 1785–1811    | Håkan Tollin         | 1747–1811  |          |
| 1811–1815    | Eric Grönqvist       | 1792–      |          |
| 1815–1842    | Nils Johan Andersson | 1793–1842  |          |
| 1842–1874    | Johan Geijer         | 1814–1874  |          |
| 1874–1910    | Carl Magnus Ståhl    | 1849–1914  |          |
| 1912–1931    | Edvard Rydén         | 1877–1931  |          |
| 1931–1969    | Samuel Rydén         | 1904–1980  |          |

## Kyrkvaktmästare
| Ämbetstid | Namn                | Levnadstid | Övrigt |
| --------- | ------------------- | ---------- | ------ |
|           | Olof Boman          | –1787      |        |
| 1789–1818 | Pähr Timmerman      | 1739–      |        |
| 1819–     | Per Lindqvist       | 1760–      |        |
| 1858–     | Johan Erik Kåhre    | 1808–      |        |
|           | Carl Gustaf Jonsson | 1832–      |        |
|           | Samuel Johan Swan   | 1822–      |        |
|           | Carl Peter Persson  | 1838–      |        |